# Гай Фаний (трибун 142 пр.н.е.)
Гай Фаний (? Gaius Fannius) e политик на Римската република от втората половина на 2 век пр.н.е. Произлиза от фамилията Фании.
През 142 пр.н.е. той е народен трибун. Тази година консули са Луций Цецилий Метел Калв и Квинт Фабий Максим Сервилиан.